# Arakain
Arakain – czeski zespół muzyczny założony w 1982 roku, grający heavy metal.

## Skład

### Obecni członkowie
- Jan Toužimský – wokal
- Miroslav Mach – gitara
- Jiří Urban – gitara
- Zdeněk Kub – gitara basowa
- Lukáš Doksanský – perkusja

### Byli członkowie
- Aleš Brichta – wokal (1982–2002)
- Lucie Bílá – wokal (1985–1987)
- Petr Kolář – wokal (2002–2005)
- Miroslav Nedvěd – perkusja (1982–1986)
- Karel Jenčík – perkusja (1986–1988)
- Robert Vondrovic – perkusja (1988–1989)
- Štěpán Smetáček – perkusja (1989–1991)
- Marek Zežulka – perkusja (1991–2005)
- Oldřich Maršík – gitara basowa (1982–1984)
- Václav Ježek – gitara basowa (1984–1986)
- Rudolf Rožďalovský – gitara (1982–1984)
- Miloň Šterner – gitara (1984–1985)
- Marek Podskalský – gitara (1985–1986)
- Daniel Krob – gitara (1988–1990)

## Dyskografia
- Thrash The Trash (1990)
- Schizofrenie (1991)
- History Live (1992)
- Black Jack (1992)
- Salto Mortale (1993)
- Thrash (1994)
- Legendy (1995)
- S.O.S. (1996)
- 15 Vol. 1 (1997)
- 15 Vol. 2 (1997)
- Apage Satanas (1998)
- Thrash The Trash & Schizofrenie (1998)
- 15 Vol. 1&2 (1998)
- Farao (1999)
- Gambrinus Live (2000)
- Forrest Gump (2001)
- Archeology (2002)
- Metalmorfoza (2003)
- Warning (2005)
- Labyrint (2006)
- Restart (2009)
- Homo Sapiens..? (2011)
- Adrenalinum (2014)